# Betacallis odaiensis
Betacallis odaiensis är en insektsart. Betacallis odaiensis ingår i släktet Betacallis och familjen långrörsbladlöss. Inga underarter finns listade i Catalogue of Life.